# Parafia św. Jana Chrzciciela w Krzewinie

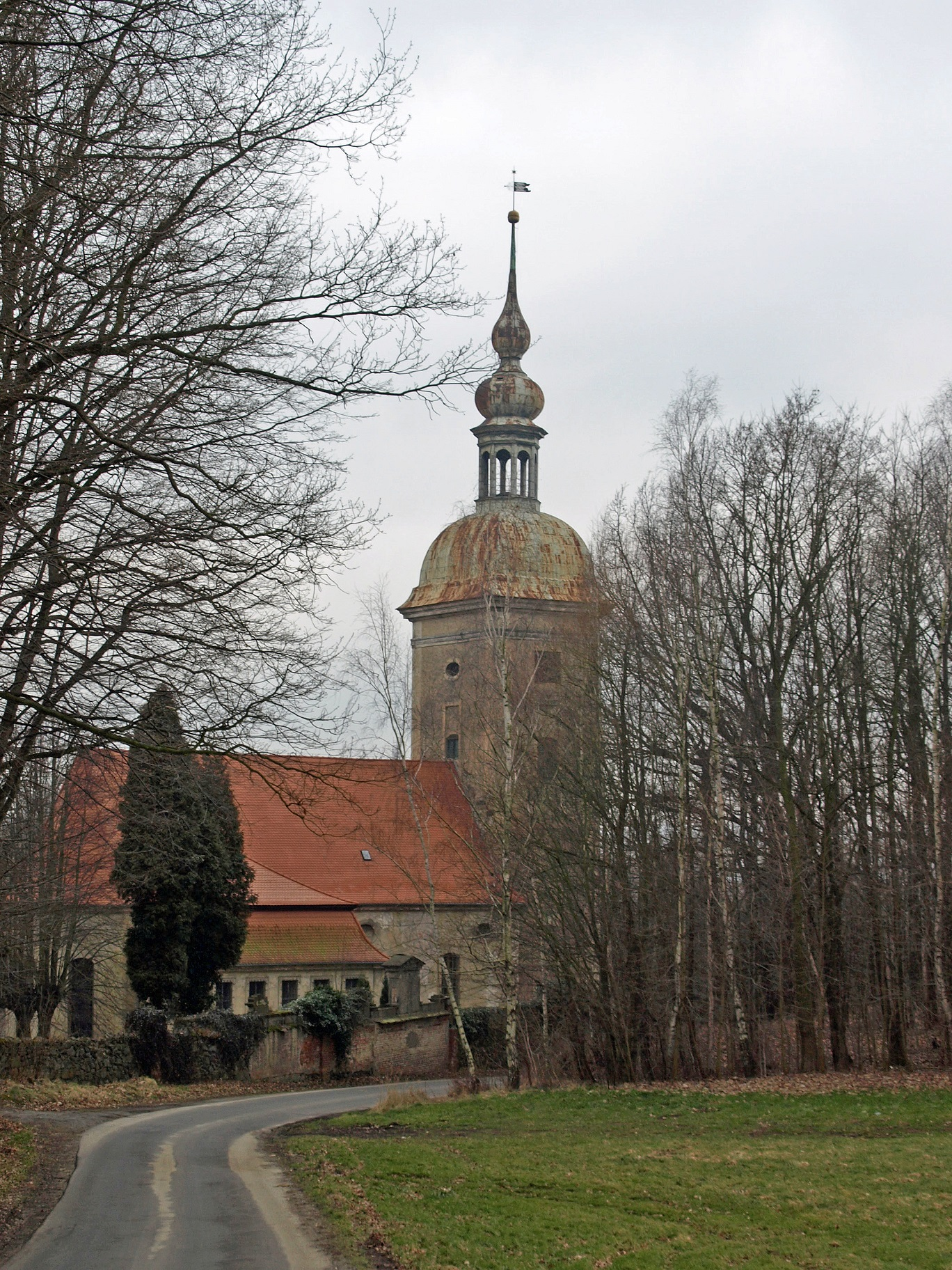
Kościół filialny w Niedowie

Parafia św. Jana Chrzciciela w Krzewinie – parafia rzymskokatolicka w dekanacie Bogatynia w diecezji legnickiej. Erygowana w 1346.
Obsługiwana przez księży diecezjalnych. Jej proboszczem jest ks. Marcin Kubów.